# Eduard Adolf Jacobi
Eduard Adolf Jacobi (* 11. Dezember 1796 in Jena; † 21. November 1865 in Gotha) war ein evangelischer Pfarrer und Lehrer.

## Leben
Der Sohn des Superintendenten Johann Adolph Jacobi besuchte das Gymnasium Illustre in Gotha und ging 1814 an die Universität Göttingen, um dort Theologie und Philologie zu studieren. Sein Studium schloss er mit der Promotion ab. Anschließend unterrichtete er ab 1817 am Göttinger Gymnasium und arbeitete dazu in der örtlichen Universitätsbibliothek. 1819 wurde er ordiniert und nahm eine Stellung als Konrektor und Oberlehrer am Gymnasium Ernestinum Rinteln an.
1828 wurde Jacobi, der für seine Redekunst bekannt war, zum Ersten Hofprediger in Coburg ernannt und war dort mit der Erziehung der Prinzen Albert, dem späteren Gemahl der Königin Victoria von England, und Ernst, dem späteren Herzog von Sachsen-Coburg und Gotha betraut. 
1832 erhielt Jacobi die Beförderung zum Oberhofprediger und Oberkonsistorialrat in Gotha. 1838 übernahm er ehrenamtlich zu seinen Aufgaben in Kirche, Verwaltung und Lehre für ein Jahr noch den Posten des Rektors des örtlichen Gymnasium Illustre, 1845 dann für ein halbes Jahr die Leitung des Herzoglichen Realgymnasiums, dessen Ruf er wieder aufbessern konnte. 1858 wurde er dann Ministerialrat für Kirchen- und Schulwesen in Gotha. In diesem Amt verstarb er.

## Werke (Auswahl)
- Adnotationes quaedam ad Platonis Phaedonem, Rinteln 1820.
- Handwörterbuch der griechischen und römischen Mythologie, 2 Abteilungen, 1830–35 (französisch: 1846).
- Eine Bemerkung über Goethe zum 28. August 1849.